# Zasłonak dachówkowaty

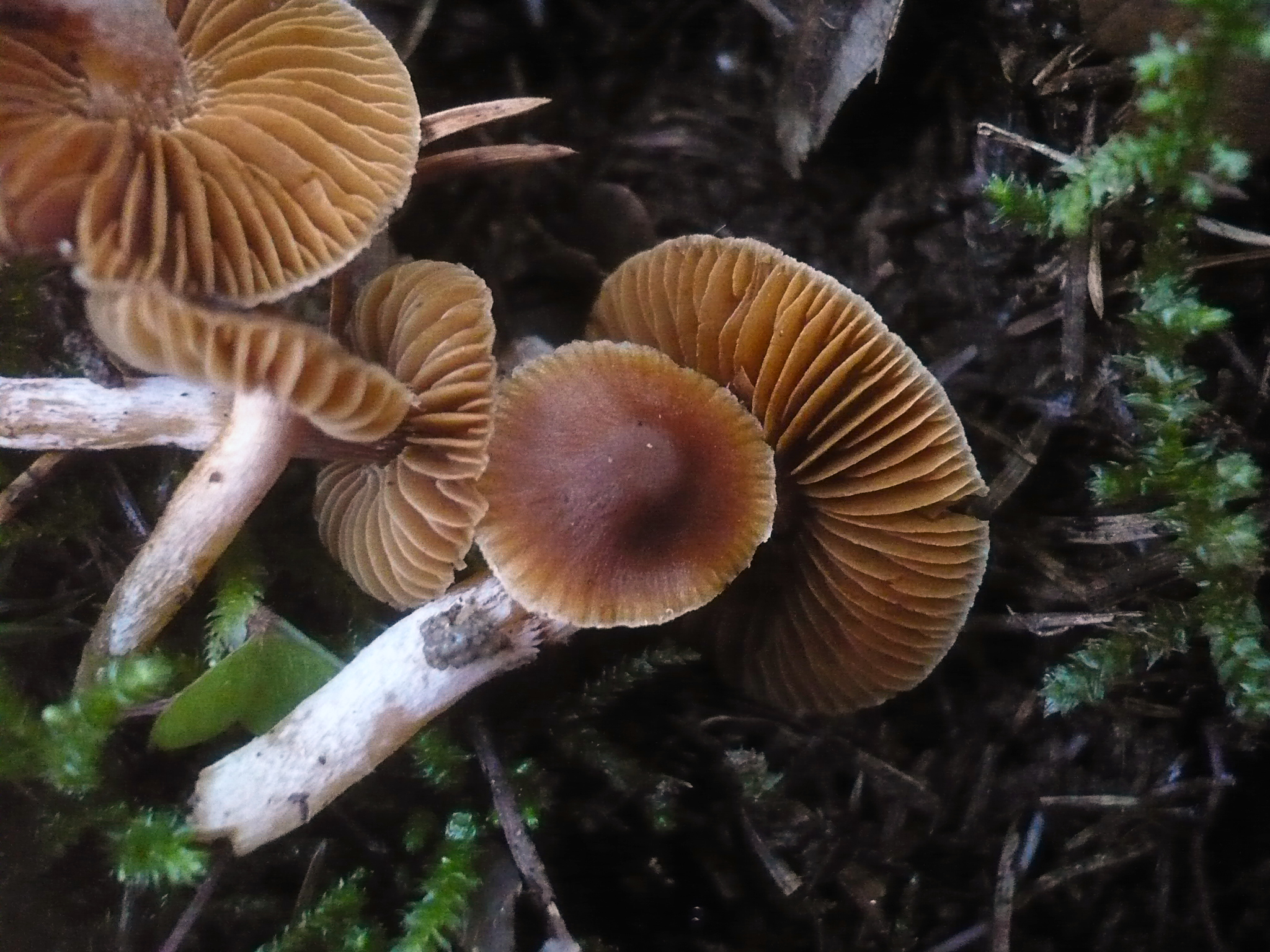

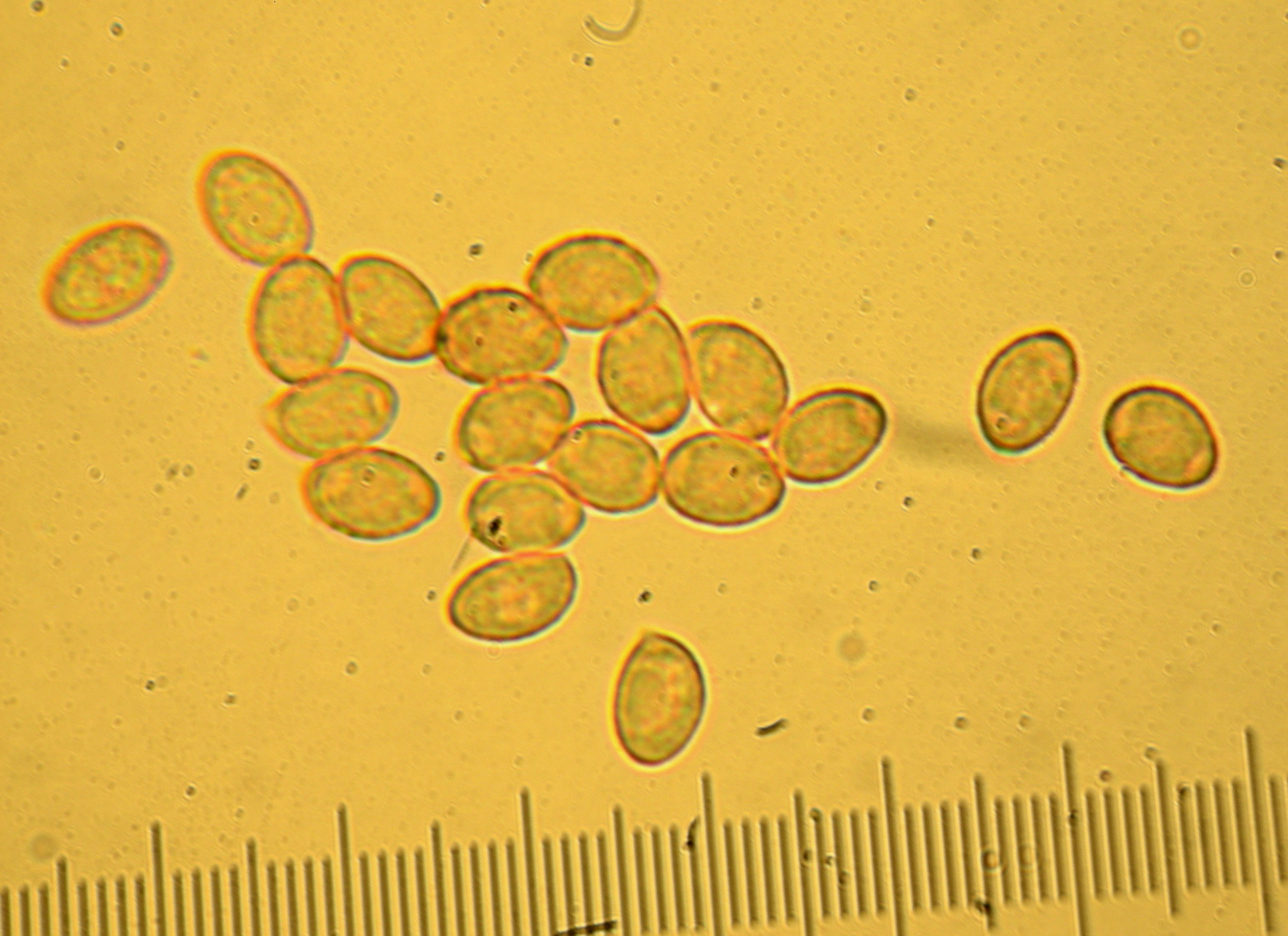
Zarodniki

Zasłonak dachówkowaty (Cortinarius obtusus (Fr.) Fr.) – gatunek grzybów należący do rodziny zasłonakowatych (Cortinariaceae).

## Systematyka i nazewnictwo
Pozycja w klasyfikacji według Index Fungorum: Cortinarius, Cortinariaceae, Agaricales, Agaricomycetidae, Agaricomycetes, Agaricomycotina, Basidiomycota, Fungi.
Po raz pierwszy opisał go Elias Fries w 1821 r. jako Agaricus obtusus. Ten sam autor w 1838 r. przeniósł go do rodzaju Cortinarius. Synonimy:
- Agaricus obtusus Fr. 1821
- Cortinarius obtusus (Fr.) Fr. 1838 f. obtusus
- Cortinarius obtusus (Fr.) Fr. 1838 var. obtusus
- Cortinarius pseudostriatulus Rob. Henry 1990
- Hydrocybe obtusa (Fr.) Wünsche 1877
- Psathyra fatua e obtusa (Fr.) G. Bertrand 1913

Nazwę polską nadał Andrzej Nespiak w 1981 r. Synonimy polskie: zasłonak tępy (A. Nespiak 1981) i zasłonak jodoformowy (Władysław Wojewoda 1999).

## Morfologia
Kapelusz
Średnica 1,5–4,5 cm, początkowo stożkowaty, potem kolejno dzwonkowaty, łukowaty i płasko rozpostarty z tępym lub nieco spiczastym garbem. Brzeg ostry i słabo ząbkowany, u starszych okazów płaski. Jest higrofaniczny. W stanie wilgotnym powierzchnia gładka, błyszcząca, ochrowa do czerwonobrązowej i prawie do środka żłobkowana. W stanie suchym powierzchnia matowa, kremowa.
Blaszki
Wąsko przyrośnięte, szerokie i brzuchate, początkowo jasnoochrowe, potem jasnordzawobrązowe. Ostrza w niektórych miejscach białawe.
Trzon
Wysokość 5–8 cm, grubość 4–8 mm, pełny, sprężysty, walcowaty. Powierzchnia gładka, ochrowobrązowa lub pomarańczowobrązowa.
Miąższ grzyba
Cienki, o barwie od kremowej do czerwonobrązowej. Smak rzodkiewkowy, zapach rzodkwi lub jodoformu.
Zarodniki
O kształcie od elipsoidalnego do migdałowatego, umiarkowanie brodawkowate, średnio do silnie dekstrynoidalne, o rozmiarach 7,5–9,5 × 4,5–5,5 μm.
Gatunki podobne
Jest wiele podobnych, drobnych gatunków zasłonaków. Zasłonak kasztanowy (Cortinarius castaneus) odróżnia się odcieniem i siedliskiem (rośnie pod dębami). Zasłonak ostry (Cortinmarius acutus) jest mniejszy i ma wyraźnie spiczasty garb.

## Występowanie i siedlisko
Znane są jego stanowiska w Ameryce Północnej, Europie, Korei, Japonii i Maroku. W Europie jest szeroko rozprzestrzeniony; występuje od Hiszpanii przez Anglię, Islandię po północne wybrzeża Półwyspu Skandynawskiego, brak go tylko w Europie Wschodniej. W piśmiennictwie naukowym na terenie Polski do 2003 r. podano 10 stanowisk.
Grzyb mykoryzowy. Rośnie na ziemi w lasach liściastych, iglastych i mieszanych, wśród mchów, najczęściej pod świerkami, ale także pod bukami i brzozami.
Grzyb niejadalny.